# Teoria da aproximação
Na matemática, a teoria da aproximação preocupa-se com a melhor maneira de aproximar as funções a funções mais simples e obtendo a caracterização quantitativa dos erros introduzidos pela função aproximada em relação à função original. Observe que o que se entende por melhor e mais simples dependerá do contexto de aplicação.
Um tópico intimamente relacionado é a aproximação de funções por séries generalizadas de Fourier, ou seja, aproximações baseadas no somatório de uma série de termos baseados em polinómios ortogonais.

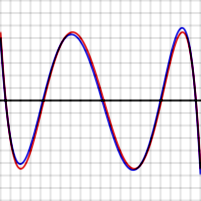
Erro entre a aproximação polinomial ideal e exp (x) (vermelho) e a aproximação de Chebyshev e exp (x) (azul) no intervalo [−1, 1]. As divisões verticais são 10−4. O erro máximo para o polinómio optimal é 5,47 × 10−4.

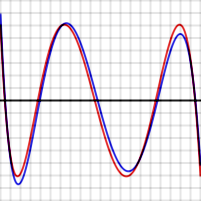
Erro entre o polinómio optimal e o log (x) (vermelho) e a aproximação de Chebyshev e o log (x) (azul) no intervalo [2, 4]. As divisões verticais são 10-5. O erro máximo para o polinómio optimal é 6,07 × 10-5.

Um problema de interesse particular é o de aproximar funções em bibliotecas matemáticas computacionais, usando operações que podem ser executadas no computador ou na calculadora (por exemplo, adição e multiplicação), de modo a que o resultado seja o mais próximo possível da função real. Isso geralmente é feito com aproximações polinomiais ou racionais (razão de polinómios).
O objetivo é tornar a aproximação o mais próxima possível da função real, normalmente com uma precisão máxima até aos números depois da vírgula (ex: 3,1415926...). Isto é realizado utilizando um polinómio de grau elevado, e / ou reduzindo o domínio polinomial que deve aproximar a função. O estreitamento do domínio geralmente pode ser feito através do uso de várias fórmulas de adição ou dimensionamento para a função que está sendo aproximada. As bibliotecas matemáticas modernas geralmente reduzem o domínio em muitos segmentos minúsculos e usam um polinómio de baixo grau para cada segmento.

## Polinómios optimais
Depois que o domínio (geralmente um intervalo) e o grau do polinómio forem escolhidos, o próprio polinómio é escolhido de maneira a minimizar o maior erro possível. Ou seja, o objetivo é minimizar o valor máximo de {\displaystyle \mid P(x)-f(x)\mid }, em que P(x) é o polinómio aproximado, f(x) é a função real. Para funções bem comportadas, existe um polinómio de grau N que leva a uma curva de erro que oscila entre {\displaystyle +\varepsilon } e {\displaystyle -\varepsilon } no total de N+2 vezes, dando um erro de pior caso de {\displaystyle \varepsilon }. É visto que existe um polinómio de enésimo grau que pode interpolar pontos N+1 numa curva. Esse polinómio é sempre ideal. É possível criar funções inventadas f (x) para as quais não exista esse polinómio, mas essas ocorrem raramente na prática.

## Funções aproximadas a funções trigonométricas

### Função seno: y=sin(x)
|  | {\displaystyle f(x)=\sin(x)} |
|  | {\displaystyle g(x)=x-{\frac {x^{3}}{6}}+{\frac {x^{5}}{120}}-{\frac {x^{7}}{5040}}+{\frac {x^{9}}{362880}}-{\frac {x^{11}}{39916800}}} |

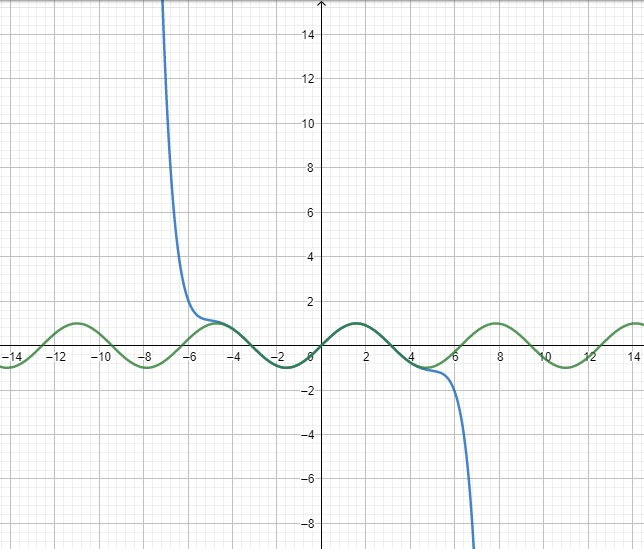

Esta aproximação deve-se ao facto de que a função trigonométrica sen(x) possa ser escrita na forma:
{\displaystyle \operatorname {sen}(x)={\frac {x^{1}}{1!}}-{\frac {x^{3}}{3!}}+{\frac {x^{5}}{5!}}-{\frac {x^{7}}{7!}}+{\frac {x^{9}}{9!}}\dots }
Esta relação não passa de uma simples igualdade. Esta relação permite abrir os horizontes ao mundo dos números complexos, por exemplo:
{\displaystyle \operatorname {sen}(x)=2}
É visível no gráfico que 2 não pertence ao contradomínio da função sen(x), isto deve-se ao facto de que o gráfico só indica os números pertencentes a IR, por isso devemos de apoiar nos números complexos, para tal precisamos da identidade de Euler:

#### Identidade de Euler:eiθ=cos(x)+isen(x){\displaystyle e^{i\theta }=cos(x)+isen(x)}
então:
{\displaystyle e^{i\theta }=cos(x)+isen(x)} e {\displaystyle e^{-i\theta }=cos(-x)+isen(-x)=cos(x)-isen(x)}, subtraindo as igualdades, obtemos:
{\displaystyle e^{i\theta }-e^{-i\theta }=2isen(x);e^{i\theta }-e^{-i\theta }=4i;e^{i\theta }=2i\pm i{\sqrt {3}};i\theta =ln(i(2\pm {\sqrt {3}}))}{\displaystyle ;\theta ={\frac {\pi }{2}}\pm iln(2+{\sqrt {3}})+2\pi k,k\in Z}
Substituindo na função polinominal aproximada, teremos: {\displaystyle \operatorname {sen}(x)\approx 2}; {\displaystyle \epsilon \mapsto 0}

### Função cosseno: y=cos(x)
|  | {\displaystyle f(x)=\cos(x)} |
|  | {\displaystyle g(x)=1-{\frac {x^{2}}{2}}+{\frac {x^{4}}{24}}-{\frac {x^{5}}{720}}+{\frac {x^{8}}{40320}}-{\frac {x^{10}}{3628800}}} |

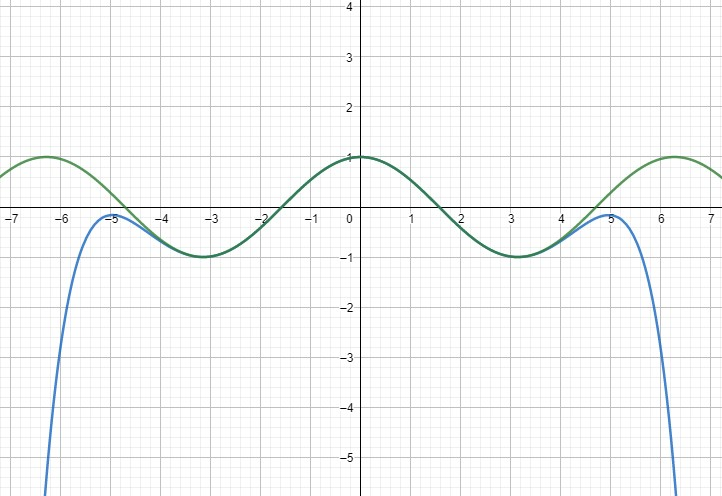

Esta aproximação deve-se ao facto de que a função trigonométrica sen(x) possa ser escrita na forma:
{\displaystyle \cos(x)={\frac {x^{0}}{0!}}-{\frac {x^{2}}{2!}}+{\frac {x^{4}}{4!}}-{\frac {x^{6}}{6!}}+{\frac {x^{8}}{8!}}...}